# 1982年世界大賽
1982年世界大賽是由代表美聯的密爾瓦基釀酒人與代表國聯的聖路易紅雀在世界大賽中對決。最後由紅雀4勝3敗打敗釀酒人，拿下世界大賽冠軍。這也讓1979年到1982年間都是由國聯的球隊拿下世界大賽冠軍。
這兩支球隊雖然是第一次在世界大賽上碰頭，不過位於聖路易的安海斯-布希和位於密爾瓦基的米勒釀酒公司是美國釀酒業最著名的兩大競爭公司。因此這年的世界大賽也被稱作是「泡沫系列賽」。

## 總結
國聯 聖路易紅雀（4）- 美聯 密爾瓦基釀酒人（3）
| 場次 | 比數              | 日期     | 地點           | 觀眾  |
| ---- | ----------------- | -------- | -------------- | ----- |
| 1    | 釀酒人 10，紅雀 0 | 10月12日 | 布希紀念體育場 | 53723 |
| 2    | 釀酒人 4，紅雀 5  | 10月13日 | 布希紀念體育場 | 53723 |
| 3    | 紅雀 6，釀酒人 2  | 10月15日 | 市立體育場     | 56556 |
| 4    | 紅雀 5，釀酒人 7  | 10月16日 | 市立體育場     | 56560 |
| 5    | 紅雀 4，釀酒人 6  | 10月17日 | 市立體育場     | 56562 |
| 6    | 釀酒人 1，紅雀 13 | 10月19日 | 布希紀念體育場 | 53723 |
| 7    | 釀酒人 3，紅雀 6  | 10月20日 | 布希紀念體育場 | 53723 |

## 逐場結果

### 第一戰：10月12日
密蘇里州，聖路易，布希紀念體育場
| 密爾瓦基釀酒人                                                                                       | 2 | 0 | 0 | 1 | 1 | 2 | 0 | 0 | 4 | 10 | 17 | 0 |
| 聖路易紅雀                                                                                           | 0 | 0 | 0 | 0 | 0 | 0 | 0 | 0 | 0 | 0  | 3  | 1 |
| 勝投： Mike Caldwell（1–0） 敗投： 鮑伯·佛許（0–1） 全壘打： 釀酒人：泰德·西蒙斯（5上,1分） 紅雀：無 |   |   |   |   |   |   |   |   |   |    |    |   |

釀酒人隊的保羅·莫里特和羅賓·楊特手感相當火燙，他們分別敲出5支安打和4支安打，幫助釀酒人在首戰拿下不少分數。Mike Caldwell也在隊友火力支援下，以9局3安打完封勝的表現幫助釀酒人率先搶下一勝。
不過這場比賽也是釀酒人隊在20世紀最後一次於季後賽客場贏球（下一次得一直到2011年10月13日，才又再度擊敗紅雀隊）。

### 第二戰：10月13日
密蘇里州，聖路易，布希紀念體育場
| 密爾瓦基釀酒人                                                                                       | 0 | 1 | 2 | 0 | 1 | 0 | 0 | 0 | 0 | 4 | 10 | 1 |
| 聖路易紅雀                                                                                           | 0 | 0 | 2 | 0 | 0 | 2 | 0 | 1 | X | 5 | 8  | 0 |
| 勝投： 布魯斯·蘇特（1–0） 敗投： Bob McClure（0–1） 全壘打： 釀酒人：泰德·西蒙斯（3上,1分） 紅雀：無 |   |   |   |   |   |   |   |   |   |   |    |   |

雙方在比賽前段你來我往，Charlie Moore先敲出二壘安打幫助釀酒人破蛋，泰德·西蒙斯也錦上添花，在3局上敲出2分砲，也是他系列賽第二轟。
3局下，紅雀隊終於靠著3支安打拿下2分，終結連續11局未得分的窘境。
5局上，釀酒人再拿下1分。不過達瑞爾·波特在6局下敲出2分打點的二壘安打一棒追平比數。
8局下，Bob McClure送出2次保送，造成一出局滿壘情況下退場。結果接替的Pete Ladd又投出保送，這一分也讓紅雀隊拿下最終勝利。

### 第三戰：10月15日
威斯康辛州，密爾瓦基，密爾瓦基市立體育場
| 聖路易紅雀 | 0 | 0 | 0 | 0 | 3 | 0 | 2 | 0 | 1 | 6 | 6 | 1 |
| 密爾瓦基釀酒人 | 0 | 0 | 0 | 0 | 0 | 0 | 0 | 2 | 0 | 2 | 5 | 3 |
| 勝投： Joaquín Andújar（1–0） 敗投： Pete Vuckovich（0–1） 救援成功： 布魯斯·蘇特（1） 全壘打： 紅雀：威利·麥基 2（5上,3分、7上,1分） 釀酒人：Cecil Cooper（8下,2分） |   |   |   |   |   |   |   |   |   |   |   |   |

雙方王牌Andújar和Vuckovich在前四局都力保不失，不過Willie McGee的3分砲讓紅雀先馳得點。
7局上，威利·麥基手感增溫，單場敲出第二支全壘打。雖然釀酒人在8局下靠著Cecil Cooper的全壘打追回2分，不過紅雀仍以6比2拿下勝利。

### 第四戰：10月16日
威斯康辛州，密爾瓦基，密爾瓦基市立體育場
| 聖路易紅雀                                                                   | 1 | 3 | 0 | 0 | 0 | 1 | 0 | 0 | 0 | 5 | 8  | 1 |
| 密爾瓦基釀酒人                                                               | 0 | 0 | 0 | 0 | 1 | 0 | 6 | 0 | X | 7 | 10 | 2 |
| 勝投： Jim Slaton（1–0） 敗投： Doug Bair（0–1） 救援成功： Bob McClure（1） |   |   |   |   |   |   |   |   |   |   |    |   |

紅雀趁著連勝氣勢，在比賽前段開啟一波攻勢。2局上，Tom Herr在二三壘有人時敲出深遠飛球。雖然中外野手Gorman Thomas接到球，但腳卻滑了一下，使得在二壘上的快腿奧齊·史密斯也成功回壘得分。
戰況在7局下風雲變色，原本前6局僅失1分的Dave LaPoint突然發生亂流。他在2出局後被敲出二壘安打失1分後退場，但是接手的Doug Bair和Jim Kaat卻被敲2安和2次保送，連1個出局數都抓不到就讓比分變成5比5平手。Gorman Thomas也藉此機會在滿壘敲出安打送回2分，釀酒人也攻下了6分大局。最後Bob McClure1.2局無失分成功擋下紅雀反攻，釀酒人追平系列賽。

### 第五戰：10月17日
威斯康辛州，密爾瓦基，密爾瓦基市立體育場
| 聖路易紅雀 | 0 | 0 | 1 | 0 | 0 | 0 | 1 | 0 | 2 | 4 | 15 | 2 |
| 密爾瓦基釀酒人 | 1 | 0 | 1 | 0 | 1 | 0 | 1 | 2 | X | 6 | 11 | 1 |
| 勝投： Mike Caldwell（2–0） 敗投： 鮑伯·佛許（0–2） 救援成功： Bob McClure（2） 全壘打： 紅雀：無 釀酒人：羅賓·楊特（7下,1分） |   |   |   |   |   |   |   |   |   |   |    |   |

Mike Caldwell雖然主投8.1局被敲出高達14支安打，不過他只丟掉4分。
而釀酒人靠著在奇數局進攻的多點開花一直保有領先，羅賓·楊特在7局下的陽春砲更是追加保險分。
Caldwell在9局上雖然遇到亂流丟掉2分退場，但是接替的Bob McClure穩穩守住，幫助釀酒人率先取得聽牌優勢，距離隊史首冠只差一勝。

### 第六戰：10月19日
密蘇里州，聖路易，布希紀念體育場
| 密爾瓦基釀酒人 | 0 | 0 | 0 | 0 | 0 | 0 | 0 | 0 | 1 | 1  | 4  | 4 |
| 聖路易紅雀 | 0 | 2 | 0 | 3 | 2 | 6 | 0 | 0 | X | 13 | 12 | 1 |
| 勝投： John Stuper（1–1） 敗投： 唐·薩頓（0–1） 全壘打： 釀酒人：無 紅雀：達瑞爾·波特（4下,2分）、基斯·赫南德茲（5下,2分） |   |   |   |   |   |   |   |   |   |    |    |   |

雖然釀酒人在這場比賽推出唐·薩頓打算贏下比賽，但是他的表現卻不如預期。2局下，紅雀就靠著2支二壘安打拿下2分。
4、5兩局，達瑞爾·波特和基斯·赫南德茲都敲出2分砲。後者更是直接將薩頓打退場。
6局下，Doc Medich表現完全走樣，一開始就被敲出3支安打外加2次暴投先丟1分。兩出局後，他又被敲出2支安打外加守備失誤，讓紅雀一舉拿下6分。
在打線幫忙的情況下，John Stuper完投9局僅失1分拿下勝利。

### 第七戰：10月21日
密蘇里州，聖路易，布希紀念體育場
| 密爾瓦基釀酒人 | 0 | 0 | 0 | 0 | 1 | 2 | 0 | 0 | 0 | 3 | 7  | 0 |
| 聖路易紅雀 | 0 | 0 | 0 | 1 | 0 | 3 | 0 | 2 | X | 6 | 15 | 1 |
| 勝投： Joaquín Andújar（2–0） 敗投： Bob McClure（0–2） 救援成功： 布魯斯·蘇特（2） 全壘打： 釀酒人：Ben Oglivie（5上,1分） 紅雀：無 |   |   |   |   |   |   |   |   |   |   |    |   |

這場比賽在前段形成投手戰，前五局雙方戰成1比1平手。
6局上，釀酒人先是連續敲出3支安打搶下1分，Cecil Cooper的高飛犧牲打幫助球隊再拿1分。
6局下，紅雀也不甘示弱。基斯·赫南德茲的一壘安打追平比數，George Hendrick也隨後敲安幫助紅雀逆轉比分。
8局下，Lonnie Smith率先敲出二壘安打。達瑞爾·波特和Steve Braun接連敲安，紅雀擴大領先來到6比3。
9局上，布魯斯·蘇特送出3上3下的半局，紅雀也連勝兩場逆轉拿下世界大賽冠軍。

## 焦點球員
紅雀
- 達瑞爾·波特：世界大賽打擊率2成86，敲出8支安打和5分打點。

- 基斯·赫南德茲：世界大賽敲7支安打和全隊最高的8分打點。

- George Hendrick：世界大賽打擊率3成21，敲出9支安打和5分打點。第七戰敲出勝利打點。

- Dane Iorg&Lonnie Smith：世界大賽都敲出9支安打，含4支二壘安打和1支三壘安打。

- 威利·麥基&Tom Herr：世界大賽都打回5分打點。

- Joaquín Andújar：世界大賽先發兩場全勝，13.1局投球僅失2分自責分，防禦率1.35。

釀酒人
- 羅賓·楊特：世界大賽打擊率4成14，敲出12支安打和6分打點都是全隊最高。

- 保羅·莫里特：世界大賽打擊率3成55，敲出11支安打和3分打點。

- Cecil Cooper：世界大賽打擊率2成86，敲出6分打點並列全隊第一。

- 泰德·西蒙斯：世界大賽敲出2轟和5次保送都是全隊之冠。

- Mike Caldwell：世界大賽先發兩場全勝，17.2局投球失4分，防禦率2.04。

## 外部連結
- Almanac網站上關於1982年世界大賽的頁面（页面存档备份，存于）
- MLB官網裡的1982年世界大賽頁面（页面存档备份，存于）
- Reference網站上關於1982年世界大賽的頁面（页面存档备份，存于）
- 1982年世界大賽逐場比賽結果以及每一球詳細紀錄[]